# چه بید
چه بید، روستایی در دهستان جازموریان بخش مرکزی شهرستان جازموریان در استان کرمان ایران است.با جمعیت بالغ بر 1500نفرطبق اخرین سرشماری بزرگترین محله چه بید شهرک نام دارد و دارای امکانات همچون مدرسه مسجد پارک بازی چمن مصنویی زمین والیبال پایگاه مقاومت بسیج است 

## جمعیت
بر پایه سرشماری عمومی نفوس و مسکن در سال 1403، جمعیت این روستا برابر با 1500 نفر (450خانوار) بوده است.